# マヤブルー
マヤブルー(英語: maya blueスペイン語: azul maya) は、マヤやアステカなどの先コロンブス期メソアメリカ文明において作られた、独特なアジュールの顔料、およびその色名である。

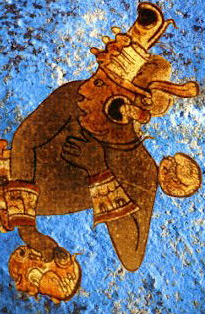
マヤブルーを背景に描かれた戦士の絵画

マヤブルーの顔料は、ナンバンコマツナギ（Indigofera suffruticosa）の葉に由来するインディゴ染料とメソアメリカの豊富な鉱床に存在するパリゴルスカイトen:Palygorskiteからなる。また、その他ミネラルも微量ながら確認されている。
マヤブルーは800年頃に初めて登場し、16世紀には植民地メキシコのいくつかの修道院で用法が見られる。その後、生産技術はメキシコで失われたが、キューバでは1830年以降の例がある。
マヤブルーで着彩された絵画は、長い時間の経過と厳しい天候条件をもってしても色褪せないことで知られ、さらに化学溶剤や硝酸などの酸に対する耐性ももつ。

## 現代美術・工芸
近年、ターナー色彩やダニエルスミス（画材メーカー）(Daniel Smith)など顔料・絵の具メーカーにより開発が進められ、マヤブルーとして現代美術の世界でも用いられている。Colour Index Generic NameはPigment Blue 82、Pigment Blue 84。